# Harish Khanna
Harish Khanna (* 10. September 1925 in Multan; † 24. Juli 1995 in Neu-Delhi) war ein indischer Medien- und Filmfunktionär.

## Leben
Khanna begann seine Karriere 1949 bei All India Radio, wo er fünf Jahre lang Hörfunkerfahrung sammelte. Von 1954 bis 1956 war er bei der BBC in London tätig. 1959 trat er in den Indian Administrative Service (IAS) ein und erarbeitete sich einen Ruf als Medienexperte. Er war in den 1960er und 1970er Jahren im indischen Ministerium für Information und Rundfunk beschäftigt und befasste sich mit dem Einsatz der Massenmedien bei den staatlichen indischen Programmen der Familienplanung; schrieb dabei zahlreiche Aufsätze in Fachzeitschriften. Anfang der 1970er Jahre war er Direktor des International Film Festival of India in Neu-Delhi. Bei der Berlinale 1973 war er Jurymitglied.
Khanna war Anfang der 1980er Jahre Vizevorsitzender der Delhi Development Authority und 1985 bis 1986 Generaldirektor des staatlichen indischen Fernsehens Doordarshan. Danach setzte er sich bis in die 1990er Jahre als Executive Director der Population Foundation of India für die sexuelle Aufklärung von Jugendlichen ein.